# Pellegrino Matarazzo
Pellegrino Matarazzo (Wayne, 28 novembre 1977) è un allenatore di calcio ed ex calciatore statunitense, di ruolo difensore.

## Biografia
Nato a Wayne, nel New Jersey, da genitori italoamericani. Il padre originario dell'Irpinia, Ospedaletto d'Alpinolo (AV) e la mamma è di Agnone Cilento (SA). Si è laureato in matematica alla Columbia University di New York e, una volta terminati gli studi, si è trasferito in Germania.

## Carriera

### Allenatore
Dal 2010 al 2017 si è occupato del settore giovanile del Norimberga. Nel 2017 è stato ingaggiato dall'Hoffenheim per curare dapprima il settore giovanile, per poi diventare assistente per la prima squadra. Il 30 dicembre 2019 subentra, a stagione agonistica in corso, nel ruolo di tecnico dello Stoccarda a Tim Walter. Termina il campionato al secondo posto, riuscendo a ottenere la promozione in Bundesliga. Il 10 ottobre 2022, in seguito a una prolungata serie di risultati negativi, viene esonerato dall'incarico di allenatore dello Stoccarda.
L'8 febbraio 2023 subentra sulla panchina dell'Hoffenheim, in quel momento quintultimo in Bundesliga con 19 punti dopo 19 turni. Riesce a conquistare la salvezza terminando il campionato al dodicesimo posto. La stagione seguente invece si piazza settimo qualificandosi per l'Europa League.

## Statistiche

### Statistiche da allenatore
Statistiche aggiornate all'11 novembre 2024.
| Stagione          | Squadra           | Campionato        | Campionato | Campionato | Campionato | Campionato | Coppe nazionali | Coppe nazionali | Coppe nazionali | Coppe nazionali | Coppe nazionali | Coppe continentali | Coppe continentali | Coppe continentali | Coppe continentali | Coppe continentali | Altre coppe | Altre coppe | Altre coppe | Altre coppe | Altre coppe | Totale | Totale | Totale | Totale | % Vittorie | Piazzamento     |
| Stagione          | Squadra           | Comp              | G          | V          | N          | P          | Comp            | G               | V               | N               | P               | Comp               | G                  | V                  | N                  | P                  | Comp        | G           | V           | N           | P           | G      | V      | N      | P      | %          | Piazzamento     |
| ----------------- | ----------------- | ----------------- | ---------- | ---------- | ---------- | ---------- | --------------- | --------------- | --------------- | --------------- | --------------- | ------------------ | ------------------ | ------------------ | ------------------ | ------------------ | ----------- | ----------- | ----------- | ----------- | ----------- | ------ | ------ | ------ | ------ | ---------- | --------------- |
| dic. 2019-2020    | Stoccarda         | 2.BL              | 16         | 8          | 3          | 5          | CG              | 1               | 0               | 0               | 1               | -                  | -                  | -                  | -                  | -                  | -           | -           | -           | -           | -           | 17     | 8      | 3      | 6      | 47,06      | Sub. 2º (prom.) |
| 2020-2021         | Stoccarda         | BL                | 34         | 12         | 9          | 13         | CG              | 3               | 2               | 0               | 1               | -                  | -                  | -                  | -                  | -                  | -           | -           | -           | -           | -           | 37     | 14     | 9      | 14     | 37,84      | 9º              |
| 2021-2022         | Stoccarda         | BL                | 34         | 7          | 12         | 15         | CG              | 2               | 1               | 0               | 1               | -                  | -                  | -                  | -                  | -                  | -           | -           | -           | -           | -           | 36     | 8      | 12     | 16     | 22,22      | 15°             |
| lug.-ott. 2022    | Stoccarda         | BL                | 9          | 0          | 5          | 4          | CG              | 1               | 1               | 0               | 0               | -                  | -                  | -                  | -                  | -                  | -           | -           | -           | -           | -           | 10     | 1      | 5      | 4      | 10,00      | Eson.           |
| Totale Stoccarda  | Totale Stoccarda  | Totale Stoccarda  | 93         | 27         | 29         | 37         |                 | 7               | 4               | 0               | 3               |                    | -                  | -                  | -                  | -                  |             | -           | -           | -           | -           | 100    | 31     | 29     | 40     | 31,00      |                 |
| feb.-giu. 2023    | Hoffenheim        | BL                | 15         | 5          | 2          | 8          | CG              | -               | -               | -               | -               | -                  | -                  | -                  | -                  | -                  | -           | -           | -           | -           | -           | 15     | 5      | 2      | 8      | 33,33      | Sub, 12°        |
| 2023-2024         | Hoffenheim        | BL                | 34         | 13         | 7          | 14         | CG              | 2               | 1               | 0               | 1               | -                  | -                  | -                  | -                  | -                  | -           | -           | -           | -           | -           | 36     | 14     | 7      | 15     | 38,89      | 7°              |
| lug.-nov. 2024    | Hoffenheim        | BL                | 10         | 2          | 3          | 5          | CG              | 1               | 0               | 1               | 0               | -                  | -                  | -                  | -                  | -                  | -           | -           | -           | -           | -           | 11     | 2      | 4      | 5      | 18,18      | Eson.           |
| Totale Hoffenheim | Totale Hoffenheim | Totale Hoffenheim | 59         | 20         | 12         | 27         |                 | 3               | 1               | 1               | 1               |                    | -                  | -                  | -                  | -                  |             | -           | -           | -           | -           | 72     | 21     | 13     | 28     | 29,17      |                 |
| Totale carriera   | Totale carriera   | Totale carriera   | 152        | 47         | 41         | 54         |                 | 10              | 5               | 1               | 4               |                    | -                  | -                  | -                  | -                  |             | -           | -           | -           | -           | 162    | 52     | 42     | 58     | 32,10      |                 |